# Mýtny vrch
Mýtny vrch (pol. Mytny Wierch; 1221 m n.p.m.) – jeden z najwyższych szczytów w grupie górskiej Gór Kremnickich w Centralnych Karpatach Zachodnich na Słowacji.

## Położenie
Mytny Wierch leży w południowej części tzw. Grzbietu Flochowej (słow. Flochovský chrbát), w głównym grzbiecie Gór Kremnickich. Od północy ogranicza go płytka Przełęcz Bystrzycka (1190 m n.p.m.), natomiast od południa – równie niepozorna Przełęcz Králicka (1185 m n.p.m.).

## Ukształtowanie
Główny grzbiet Gór Kremnickich w rejonie Mytnego Wierchu nie stanowi już wododziału między dorzeczami Hronu i Turca, więc wszystkie zbocza góry należą do dorzecza Hronu. Dość strome zbocza wschodnie odwadniają cieki źródłowe Tajowskiego Potoku, który uchodzi do Hronu w Bańskiej Bystrzycy, natomiast nieco łagodniejsze zbocza zachodnie – toki źródłowe potoku Bystrica, który przez Kremnický potok uchodzi do tej samej rzeki powyżej Żaru nad Hronem.
Szczyt Mytnego Wierchu ma formę zupełnie wyrównanej, płaskiej wierzchowiny, rozciągniętej w kierunku wschód-zachód na długości ok. 500 m. W kierunku zachodnim wierzchowina ta przechodzi w bystro opadający grzbiet, przez który przewija się najpierw leśny płaj z zimowym szlakiem narciarskim, a niżej droga z Kremnicy do ośrodka rekreacyjnego pod szczytem Skałki. Poniżej drogi grzbiet ten kulminuje szczytem Hladká skala (1054 m n.p.m.) w widłach dolin: Partyzanckiej i Dobrá jama.

## Turystyka
Szczyt Mytnego Wierchu, w większości zalesiony, oferuje rozleglejsze widoki jedynie z wyrębów. Przez szczyt biegnie czerwono znakowany, dalekobieżny szlak turystyczny (tzw. Cesta hrdinov SNP):
- na Przełęcz Králicką 5 min (z powrotem 10 min);
- na Przełęcz Bystrzycką 20 min (z powrotem 25 min).